# باشگاه فوتبال یدزین
باشگاه فوتبال یدزین اف سی یک باشگاه فوتبال حرفه ای از شهر تیمفو بوتان است.